# Europeana
Europeana è una biblioteca digitale europea che riunisce contributi già digitalizzati da diverse istituzioni dei ventisette paesi membri dell'Unione europea in trenta lingue. La sua dotazione include libri, film, dipinti, giornali, archivi sonori, mappe, manoscritti ed archivi.

## Storia
Inaugurata il 20 novembre 2008, a causa dell'eccessiva quantità di visite durante il primo giorno di messa online (10 milioni di utenti per ora) nella mattinata del 21 novembre 2008 i server di Bruxelles non hanno retto e il lancio di Europeana è stato rimandato alla metà dicembre dello stesso anno. Successivamente il lancio è stato ulteriormente rimandato a gennaio 2009. Il sito è tornato operativo il 12 gennaio 2009.
Al momento del lancio Europeana ha annunciato di aver messo a disposizione circa due milioni di opere, tutte già di pubblico dominio. Più di metà dei contenuti iniziali sono stati forniti dalla Francia, il 10 per cento dalla Gran Bretagna, l'1,4 per cento dalla Spagna e l'1 per cento dalla Germania.
L'obiettivo dichiarato di 10 milioni di opere in Europeana era previsto al raggiungimento della piena operatività, ossia per il 2010, ma nel 2008 i libri on line erano 4 milioni. Le opere diffuse nella versione definitiva sarebbero state pubblicate sia nel pubblico dominio sia sotto copyright. La questione dei diritti d'autore sulle opere pubblicate è stata una delle più discusse, anche nell'ambito della Commissione Europea.
Europeana è simile e prende spunto dal progetto Gallica (iniziativa della Biblioteca nazionale di Francia, che da anni mette a disposizione gratuitamente oltre 4 milioni di testi digitalizzati), ma è dotata di una interfaccia grafica più moderna e di una indicizzazione più evoluta.
Ad agosto 2009 i giornali hanno annunciato un accordo tra Google e la Biblioteca nazionale di Francia per l'affidamento della digitalizzazione dei libri al colosso del web. La motivazione dichiarata dal direttore della collezione della Bnf, Denis Bruckmann, al quotidiano La Tribune è che «Se Google può permetterci di andare più veloce e più lontano, perché no?». Soprattutto a fronte di un costo eccessivo per la biblioteca di realizzare l'operazione nei tempi previsti.
Nel febbraio 2010, il ministro della cultura tedesco Bernd Neumann ha annunciato di voler riprendere e integrare l'archivio di Europeana con il patrimonio di oltre 30.000 biblioteche. Nel novembre 2012 è nata la Deutsche Digitale Bibliothek, un grande progetto di biblioteca digitale tale da competere con Google Books Search, progettato per integrarsi con Europeana.

## Progetti correlati
Collegati ad Europeana esistono numerosi altri progetti che contribuiscono sia a livello di soluzioni tecnologiche sia per quanto riguarda i contenuti.. Tali progetti sono gestiti da differenti istituzioni culturali e in parte sovvenzionati dalla Commissione Europea tramite l'eContentplus programme e l'ICT Policy Support Programme (ICT PSP).
Alcuni progetti i cui archivi sono inclusi e ricercabili in Europeana:
- Europeana 1914–1918 (fonti storiche sulla prima guerra mondiale);
- Europeana Fashion;
- Europeana Newspapers;
- Europeana Photography;
- Europeana Regia (manoscritti dal Medioevo al Rinascimento);
- European Film Gateway.